# データ管理
データ管理（データかんり、英語: data management、データマネジメント）とは、データを管理する活動のことを指す。データをビジネスに活かすことができる状態で継続的に維持、さらに進化させていくための組織的な営み、データを「経営戦略を決定する上での重要な資産」と捉え、意思決定のために常時利用可能な状態に改善・維持することである。

## 概要
データマネジメント協会（DAMA）が編纂したデータマネジメントに関する知識体系DMBOK（データマネジメントの知識体系）によると、データマネジメントは次の10の要素で構成されている。
- データガバナンス：データの管理および利用にまつわる計画、監視、統制
- データアーキテクチャ管理：データ資産管理のための青写真作成
- データ開発：分析、設計、実装、テスト、配備、維持
- データオペレーション管理：データ収集から廃棄までのサポート提供
- データセキュリティ管理：プライバシー、機密性、適切なアクセスの保証
- データクオリティ管理：データクオリティの定義、監視、改善
- リファレンスデータとマスタデータ管理：ゴールドバージョンと複製バージョンの管理
- データウェアハウジングとビジネスインテリジェンス管理：報告と分析を可能にする
- ドキュメントとコンテンツ管理：データベースの外部にあるデータの管理
- メタデータ管理：メタデータの統合、統制、供給

また、データを管理するためのシステムをデータ管理システムと呼ぶ。

## 背景
従来、メインフレームの時代は、データが一元管理できていたが、
- 分散環境により、今やデータがあらゆるところで生まれ、組織内の様々な場所で蓄積されていること
- 関係データベース管理システム（RDBMS）で管理されるような構造化データに加え、非構造化データが増えてきたこと
- 人工知能やIoT、ビッグデータの普及により、データを経営資源として管理、活用し、従来の勘と経験に基づいた経営から、データから価値を創出するデータ駆動（ドリブン）経営へと脱却を図る動きが加速していること
- データを利活用することで、意思決定の高度化、業務効率化、売上増大などの期待ができること

これらのことから、データマネジメントに注目が集まっている。

## 課題

### 非構造化データの管理
非構造化を構造化データと同じように扱える文書・コンテンツ管理ソリューションを用いた基盤の整備が進んでいる。

### CAO・CDO・DMOの設置
CAO（Chief Analytics Officer：最高分析責任者）の役割は、企業が持つデータを分析し、ビジネス上の戦略に活かすこと。
CDO（Chief Data Officer：最高データ責任者）の役割は、データを質の高い状態で維持し、利用を促すこと。
DMO（Data Management Officer : データ管理者）の役割は、データ収集と品質管理を行い、データを利用できるように処理・提供すること。
欧米の企業の経営者に比べ、日本の企業の経営者はデータへの関心が薄いと報告されている。